# Famille Robert de la Mennais
La famille Robert de la Mennais est une famille du pays de Saint-Malo, anoblie en 1788 par lettres patentes, de noblesse inachevée.

## Généalogie
- François Robert des Saudrais (1664 - 1694) épouse Marie Guyonne Prairier
  - François Robert des Saudrais (1691 - 1742) épouse Marie Yver des Rivières (1691 - 1717) puis Julienne Patin (1700 - 1748)
    - Louis-François Robert de la Mennais (1717-1804) épouse Marie-Thérèse Padet du Dréneuf
      - Pierre-Louis (1743 - ), sir de la Mennais, épouse Gratienne-Jeanne Lorin en 1775
        - Louis-Marie (1776-1805) est membre de l'administration de la Société maritime et commerciale, à Saint-Malo
        - Pierre Jean (1778-1784) meurt très jeune
        - Jean-Marie (1780 - 1860)
        - Félicité (1782 - 1864)
        - Marie-Joseph (1784-1851), se marie avec Ange Blaize de Maisonneuve (1778-1852)
          - Ange Blaize de Maisonneuve
          - Auguste
          - Félix
          - Hyacinthe
          - Marie-Ange
          - Augustine

        - Gratien (1785-1818) est officier à bord d'un navire d'armement et meurt à La Havane alors qu'il est en mission à Cuba.

      - Denis (1744 - ), sir des Saudrais, épouse Félicité Lorin en 1775 (ils n'ont pas eu d'enfants)

## Histoire

### Une famille de marins et de capitaines

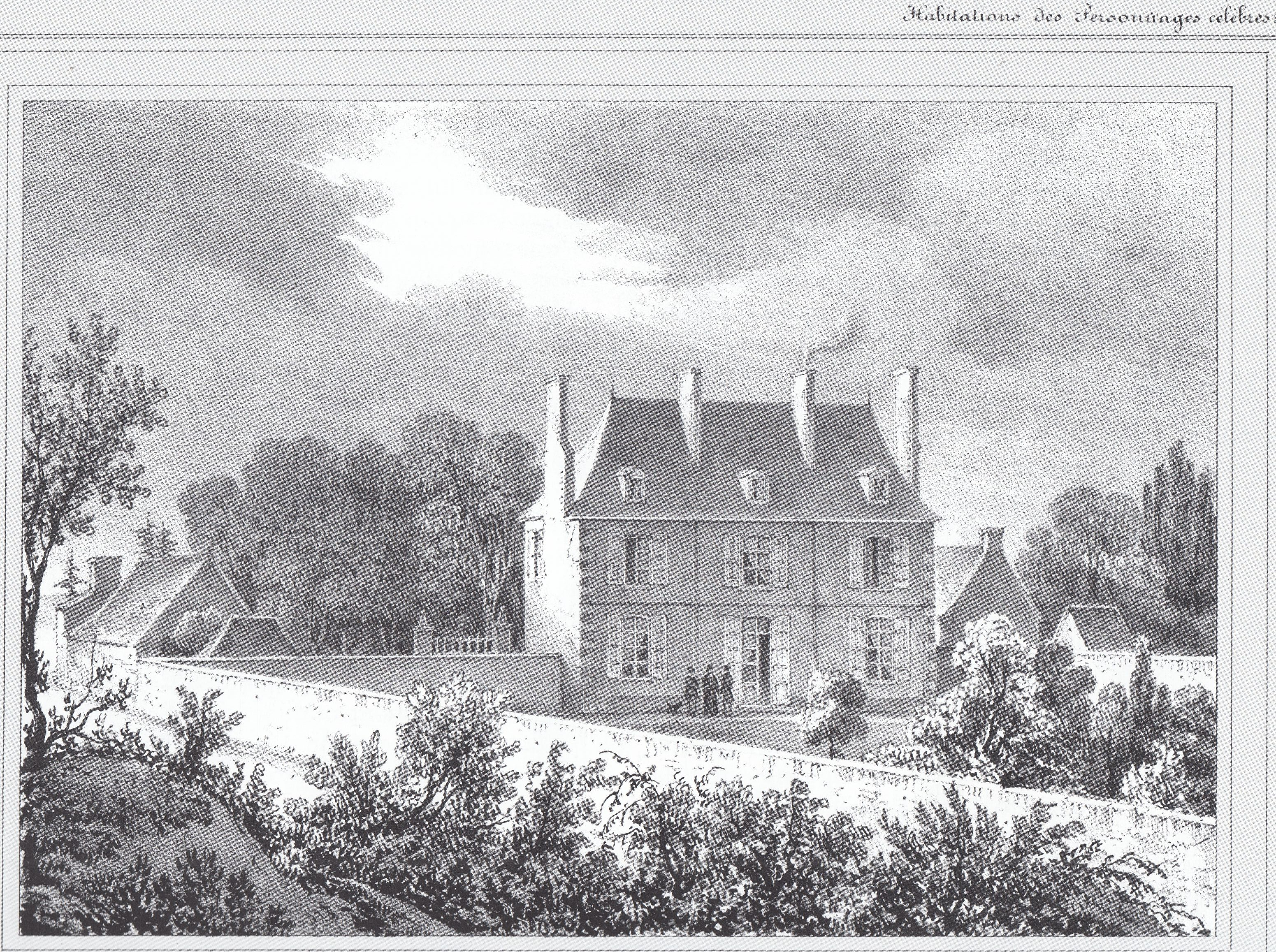
La Chesnaye

Dans la famille Robert, plusieurs professionnels étaient, en même temps : négociants, capitaines, corsaires, colons. Ce sont de grands marins, des capitaines ayant la fortune qui permet d'avoir la responsabilité de leur propre bateau. Parmi les personnes ayant vécu au XVIe siècle et XVIIe siècle, tous sont nés à Saint-Malo, quelques-uns à Saint-Servan, plusieurs sont morts loin du pays et de leurs familles.
François Robert de la Villedorée (1573 - 1633) se fait prendre par les pirates africains, « les Barbaresques », et meurt, prisonnier à Ceuta, port du Maroc espagnol, sur le détroit de Gibraltar. Il laisse, au soin de Perrine Leroy, son épouse, ses 9 enfants.
Leur petit-fils, François Robert des Saudrais (1664 - 1694) épouse Marie Guyonne Prairier, la fille du capitaine Jean Prairier et de son épouse Guyonne Lemaistre. La tradition familiale consiste à armer des navires pour Terre-Neuve, réaliser du grand et du petit cabotage, prendre la marchandise de vaisseaux marchands (corsaire). Il est aussi colon car il possède une «plantation » à Saint-Domingue, où il se trouve au moment de la guerre de la Ligue d'Augsbourg. François Robert des Saudrais devient capitaine de navire et il est décédé soit à Saint-Domingue, soit en mer en tentant de rentrer vers Saint-Malo.
Leur fils, François Robert des Saudrais (1691 - 1742) devient armateur, capitaine de la milice. Il se marie avec Marie Yves des Rivières (1691 - 1717), de famille noble, qui décède quelques jours après la naissance de leur fils : Louis-François. Il se remarie avec Julienne Patin (1700 - 1748) avec qui il aura deux enfants : Marie-Laurence (1719 - 1758) et Perrine Laurence, décédée à seulement un an. Il décède lui-même à 51 ans chez un ami à Saint-Marc en Haïti. François-Robert des Saudrais modifie son nom patronymique, il accole le nom "de la Mennais", du nom de la métairie qu'il possède en Pleslin-Trigavou (Côtes-d'Armor),.
Marie-Laurence épouse Charles Gabriel Alexis Pitot (1711 - 1777) qui est négociant, armateur, conseiller du roi à Saint-Malo et politicien, arrivé à l'île Maurice en 1777. De cette union sont nés des enfants qui sont restés vivre sur l'île. Ils ont eu six enfants dont Édouard qui est le père de Charles Pitot, homme politique franco-mauricien.

### Des armateurs

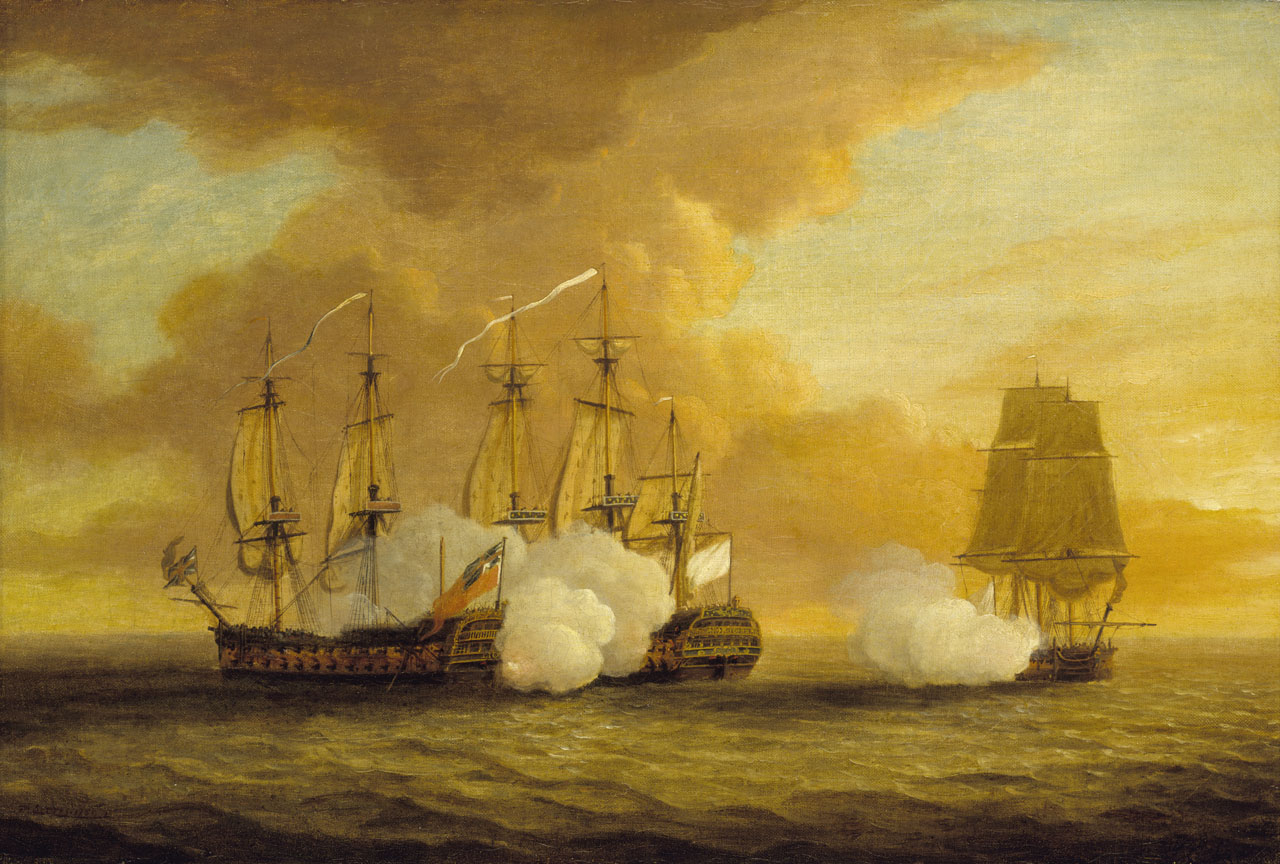
Exemple illustratif d'une bataille entre des bateaux corsaires (ici deux navires corsaires français, le Du Teillay et lElisabeth qui s'opposent au HMS Lion
, corsaire anglais, au XVIIIe siècle)

Les membres de la famille Robert de la Mennais sont armateurs de bateaux négriers, c'est-à-dire qu'ils participent au commerce d'esclaves africains, avec par exemple le navire du nom de l'Africain, qui sert à transporter 304 personnes en 1750 et 1753. Saint-Malo se situe parmi les premiers ports français des armements négriers en France. La famille Robert de la Mennais fait partie de la même génération que Robert Surcouf, Meslé de Grandolos, Blaize de Maisonneuve, Beaugeard et fait aussi partie des treize Malouins les plus riches en 1790, ils possèdent 69 armements entre 1756 et 1792.
Cependant, ils participent également à l'économie toilière qui exporte les toiles de lin fabriquées en Bretagne.
La société porte le nom de Robert Mennais fils ou Mennais Robert et Pitot fils. Ils ont par exemple, armé un navire corsaire qui porte le nom de Vengeance : le navire était d'un tonnage de 300 tonneaux, l'équipage au complet comptait 250 personnes, l'embarcation portait 20 canons. Elle est sortie de la rade en décembre 1756, pour jeter l'ancre près du cap Fréhel, sous la protection du fort La Latte. Cinq jours plus, tard, une fois approvisionné, le navire prend le large pour s'opposer aux navires anglais afin de leur ôter la sécurité du commerce maritime. Ce navire est commandé par Étienne Bourdas, un marin malouin né en 1713. Grâce à ce navire, il prend le brigantin David-et-Rebecca et l'expédie sur la France. Mais alors, le navire est confronté a deux autres navires anglais : L'Alexandre commandé par Davidson et le Terrible commandé par le fameux Williams Deatz. Il mène un âpre combat qui coûte la vie à Étienne Bourdas. C'est le second qui prend le rôle de capitaine. Il s'appelle : François Bréville. Face à la pugnacité des marins malouins, Deatz fait baisser le pavillon, c'est une défaite pour le navire anglais, le Terrible passe sous le commandement de l'équipage français. Voyant cela, l'Alexandre et son équipage tentent de s'enfuir, mais ils sont rattrapé par le Vengeance. Les deux navires anglais sont escortés vers Saint-Malo.

### La «Compagnie commerciale et maritime»

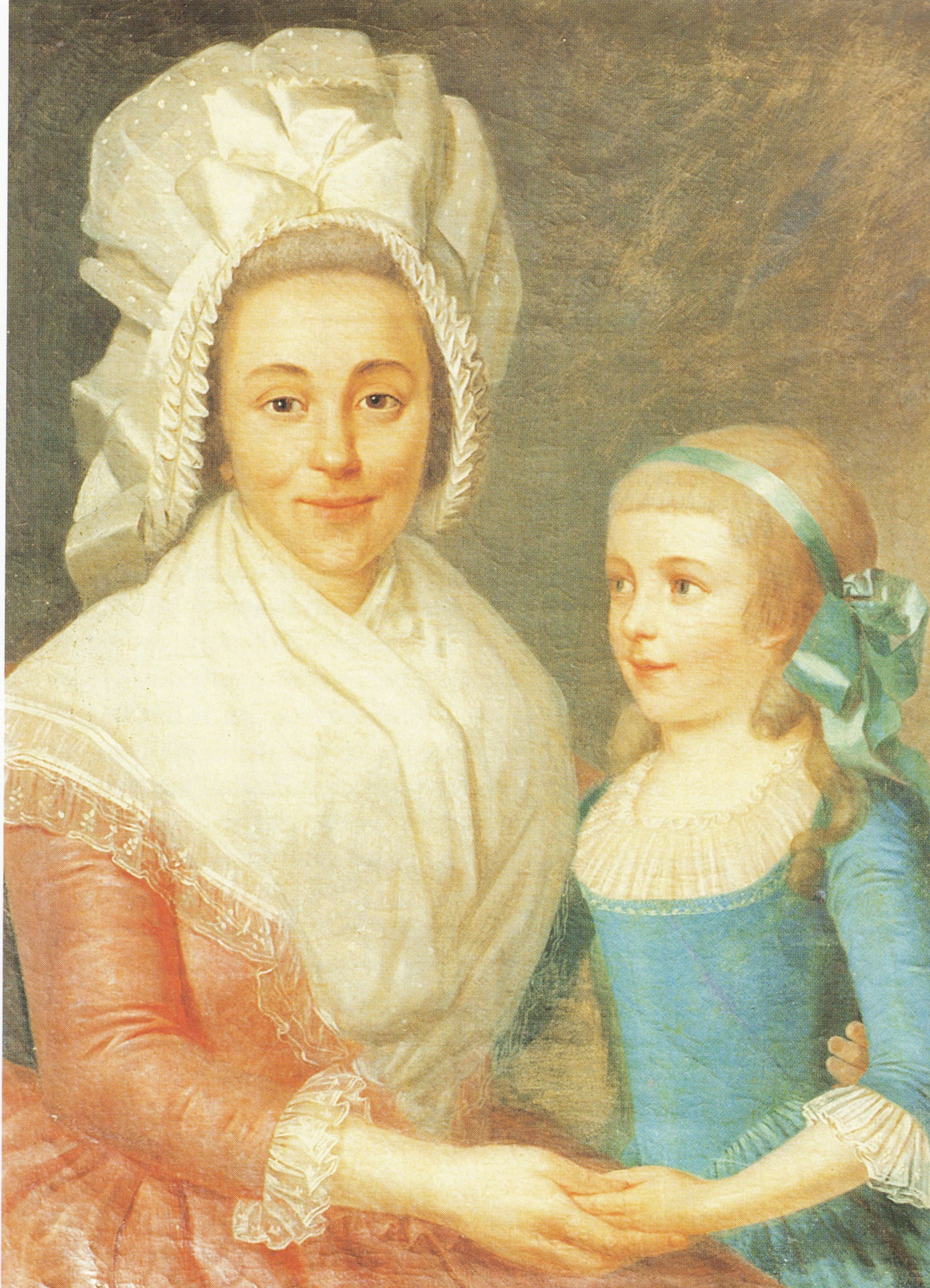
Félicité Lorin et Marie Robert de la Mennais.

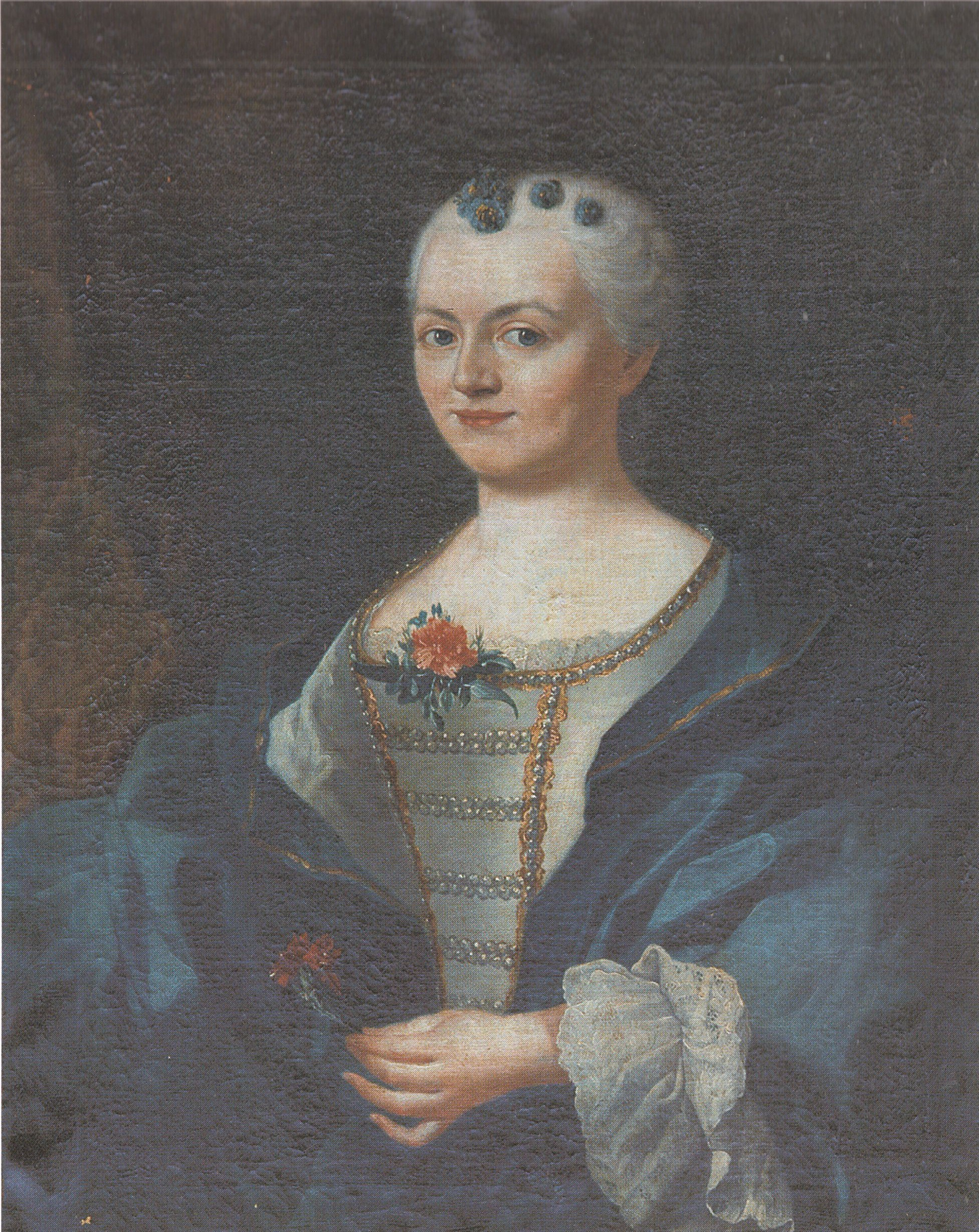
Portrait de Gratienne Lorin.

Louis-François Robert (1717-1804), est négociant, il arme des bateaux pour les besoins du commerce. Il est aussi le fondateur de la « Compagnie commerciale et maritime » de Saint-Malo. En 1777 il était capitaine d’une des compagnies de la milice bourgeoise chargée d’assurer l’ordre à Saint-Servan. Louis-François Robert est sieur de la Mennais en Trigavou et des Saudrais.
À 25 ans, en 1742 il épouse Marie-Thérèse Padet-Dudréneuf, fille d’un des principaux négociants de Saint-Servan. Elle apporte à son mari la terre des Corbières proche de Dinan, sur la Rance. De cette union nait deux fils : Pierre-Louis et Denis-François. Marie-Thérèse décède en 1744, deux ans après la naissance du deuxième fils. Louis-François se remarie en 1752 avec Jeanne-Perrine Briand de la Feuillée.
Lorsque ses fils sont en âge d'en assumer la responsabilité, il leur cède l'administration de la compagnie commerciale. Pierre-Louis, en tant qu'aîné, prend le nom de La Mennais. Le cadet, Denis-François, prend le nom des Saudrais. Un riche malouin, Guillaume Eon de Carman entre en société avec eux.
Les deux frères épousent le même jour de septembre 1775, Gratienne-Jeanne et Félicité Lorin, qui sont deux sœurs de la famille Lorin. Leur mère, Bertranne Roce est l'épouse de Pierre Lorin (1719-1799). Ce dernier est avocat au Parlement de Paris et subdélégué des juridictions, c'est-à-dire représentant du pouvoir royal pour le district de Saint-Malo, qui correspond à l'époque à une trentaine de paroisses. Il travaille sous les ordres de l'intendant de Bretagne : Gaspard Louis de Caze de La Bove. Il est considéré comme un homme de cœur, avec un grand sens social, qui œuvre contre la souffrance et la pauvreté qui sont importantes surtout dans les campagnes. Il prône par exemple, dans chaque paroisse, l'établissement d'un bureau de charité. Il acquiert La Chénaie (Plesder) en 1781 et y fait construire une maison bourgeoise.

### La «Société Mennais Robert Frères etCie»
Ce sont les fils Robert qui héritent de l'administration de la Compagnie commerciale et maritime qui prend le nom de « Société Mennais Robert Frères et Cie ». Ils travaillent en collaboration avec Thomas Gilbert et Charles Biarrote, spécialisés dans l'armement des navires et l'organisation des marchés. C'est une succession bien préparée car les fils ont déjà dans leur jeunesse activement participé à l'entreprise, fait des études sérieuses, prenant de plus en plus à charge l'organisation et les risques du métier.
La société commerciale possédait plusieurs bateaux. Une part importante de leur activité consistait à participer à la grande pêche à la morue sur les bancs de Terre-Neuve. Le commerce pouvait ensuite se faire avec la Russie, les Pays-Bas, l'Angleterre, l'Espagne, les États-Unis. La société de négoce transporte également du froment, du seigle, du sarrasin, depuis la Bretagne vers l'international. Le commerce concernait également les étoffes de lin et de chanvre, qui servaient, partout en Europe, pour la fabrication de chemises. La société commerciale les exporte principalement vers Cadix en Espagne. De même, leur travail consistait également à acheter de la marchandise venant des bateaux étrangers, afin de la stocker et de la revendre en Bretagne.
Les enfants participent aussi à l'entreprise familiale : Louis-Marie (1776-1805) est membre de l'administration de la Société maritime et commerciale, à Saint-Malo.

### Subdélégué de l'intendant de Bretagne
Pierre-Louis devient subdélégué de l’intendant de Bretagne, Gaspard Louis de Caze de La Bove, en aout 1782. La fonction est difficile durant la période que constitue la fin de l’ancien régime. Cette charge, délègue de nombreuses responsabilités, qui sont peu délimitées et qui ne sont pas rétribuées. L'ambition est principalement d'obtenir une récompense honorable voire dans certains cas, un anoblissement.
La nature de cette charge est connue surtout par les instructions imprimées à Rennes en 1788. Le subdélégué travaille alors sous la direction de l'intendant, dans une subdélégation : il doit lui transmettre les informations importantes et pour cela, le subdélégué doit connaître tout ce qui concerne les villes et bourgs, les paroisses, les besoins, les ressources, les industries, la nature du sol, des productions, l’état de la culture et des défrichements, les améliorations, la population, le nombre de pauvres valides et de propriétaires.
Ces connaissances sont nécessaires pour permettre à l'intendant de déterminer, dans une année de disette générale ou partielle, la mesure des secours qu’il faut accorder à chaque paroisse. C'est pourquoi, l'une des missions première, c'est de se procurer les instructions sur le degré d’abondance de chaque espèce de récolte, sur le prix des denrées, sur la santé et les causes de nuisance, sur les moyens possibles d’augmenter l’aisance et le bien être des habitants. Mais la charge du subdélégué inclut aussi la sureté des prisons, des hôpitaux etc. L’étendue de leurs fonctions leur impose l’obligation de ne s’éloigner que le moins possible de leur résidence ordinaire.
Pierre Louis est également élu président du tribunal de commerce le 25 février 1792.

### Une noblesse inachevée
L’intendant de Bretagne, Bertrand de Molleville, aux vues des réussites permises par le travail de la Société Mennais Robert frères, écrit au baron de Breteuil le 4 octobre 1786, pour transmettre la demande d'anoblissement, que Pierre-Louis Robert de La Mennais formule sur ses conseils. Voici une retranscription du courrier :
« Monsieur j’ai l’honneur de vous adresser le mémoire par lequel le sieur, Robert de la Mennais, négociant de Saint-Malo, sollicite des lettres de noblesse. […] L’importance des services qu’il a rendu durant l’année de disette qui vient d’affliger la Bretagne. Il a fait venir d’Angleterre et de Hollande du foin afin de le vendre moins cher qu’il ne lui coûtait. Il a procuré du lin et du chanvre en assez grande quantité pour en répandre dans toutes les paroisses de la province à 25% dessous du prix marchand. Il a fait vivre pendant 8 mois les habitants de Saint Malo et ceux de 10 lieues à la ronde, au moyen de 3 millions de grains ou de farines qu’il a également tirés de l’étranger et qu’il a fait vendre au prix d’achat. Il a agi tout en accréditant l’opinion qu’ils étaient dus à la bienfaisance du gouvernement. Il a perdu environ 20 000 livres sur ces différentes opérations et l’idée d’en demander un remboursement ne lui est pas venue. Dans ces circonstances, les services essentiels du sieur de Lamennais étant de nature à être récompensés d’une manière distinguée par le gouvernement, je ne puis que me féliciter de le voir désirer des lettres de noblesse. »
Cependant, cet écrit ne fait pas réagir le ministère, il n’y a aucune réponse de Paris. Les États de Bretagne tenus à Saint-Malo le 28 décembre 1786 sollicitent à nouveau l'anoblissement pour Messieurs de la Société Mennais Robert frères. Voici les propos : 
« Les Etats chargent MM les députés et procureur général sindic qui iront à la cour de solliciter auprès de S. M. des lettres de noblesse pour M. de la Mennais Robert l’aîné et de prier le comte de Montmorin de vouloir employer ses bons offices pour le succès de leurs sollicitations. »
La démarche est également infructueuse. Le gouvernement a rendu difficile la concession des lettres de noblesse pour plusieurs raisons. Notamment car il y a à cette époque une augmentation des prétentions à la noblesse qui marque les dernières années de l’Ancien régime. Mais Pierre-Louis Robert de la Mennais adresse un nouveau mémoire au conseil du roi. L’affaire est évoquée à Versailles, devant Louis XVI, qui prend la décision, le 12 mai 1788, par lettres patentes, en justifiant ainsi sa détermination :
« Nous sommes informés qu’à l’exemple de son père et de ses aïeux, il s’est livré au commerce d’une manière d’autant plus utile que, par les correspondances qu’il entretient dans tout le nord de l’Europe, il fournit au port de Saint-Malo une partie des matières nécessaires pour la construction et l’armement des navires. Depuis la paix dernière il a fait passer en Espagne et dans les colonies françaises pour plus de 10 millions de toiles des manufactures de Bretagne. En 1779, ayant reçu du gouvernement l’ordre de faire passer avec la plus grande diligence tous les effets d’artillerie et des hôpitaux qui avaient été assemblés à Saint-Malo pour l’armée commandée par M le comte de Rochambeau, il remplit cette mission avec une telle activité que dans huit jours, huit cents voitures furent expédiées et les effets rendus à destination. La récompense proposée il la refusa généreusement et demanda qu’elle fut distribuée aux habitants de la campagne qui avaient fourni les voitures et perdu beaucoup de chevaux. Lors de la disette qui affligea notre province de Bretagne en 1782 il fit venir de chez l’étranger, 15 000 boisseaux de grains, et les fit vendre au marché huit livres le boisseau au lieu de 10 qu’on lui offrait. En 1786, la mauvaise récolte de l’année passée ayant occasionné une nouvelle disette, il fit venir d’Angleterre et de Hollande des fourrages qu’il fit vendre moins cher qu’ils n’avaient coûté. Ensuite il procura à notre commissaire du lin et du chanvre pour en répandre dans la province entière au dessous du prix marchand. Enfin, il tira également de l’étranger 3 millions de graines et farines pour pourvoir durant 8 mois à la subsistance de Saint-Malo et des environs à 10 lieues à la ronde. En conséquence nous sommes déterminés à l’élever de notre propre mouvement à l’honneur de la noblesse. »
La distinction obtenue est flatteuse car elle était accordée à une époque où les prétentions de la noblesse la rendaient plus difficile à gagner et plus rare. Cependant, les lettres de noblesse n'ont jamais été enregistrées car Pierre-Louis Robert de La Mennais n'ayant pas obtenu l’exemption des droits du marc d’or que devait payer tout nouvel anobli. Il était estimé par lui-même et son entourage, que cela était injuste que la récompense accordée à la suite de sacrifices consentis spontanément coute aussi cher. Puis la révolution éclate. De même, le décès de son épouse intervient peu de temps après. Les lettres de noblesse n’avaient pas été enregistrées à la cour des Comptes de Nantes.

### Officier municipal (1789-1792)
Lorsque la révolution éclate en 1789, Pierre Louis et Denys-François se montrent plutôt partisans des idées nouvelles. Les fonctions de subdélégué les ont mis à même d'observer certains abus de la situation d'Ancien Régime. Dès le 30 septembre 1789, moins de deux mois après la nuit du 4 août, Pierre-Louis et Denis-François souscrivent pour 4 mille livres, au don volontaire que ses concitoyens ont offert au gouvernement pour soulager la misère publique, il s'agit d'un don patriotique.
Louis Robert (leur père) et Pierre Lorin (leur beau père) sont élus le 20 novembre 1789 parmi les vingt notables adjoints qui doivent concourir à l’instruction de la procédure criminelle.
De plus, Denis-François est un grand lecteur d'ouvrages de la critique philosophique, et il est partisan des réformes, d'une plus grande liberté politique et commerciale. Ainsi par exemple, il participe au débat local relatif à la traite esclavagiste. Les points de vue s'expriment lors de l’assemblée générale de Saint-Malo le 30 novembre 1789, contre le projet de l’Assemblée nationale d’interdire la traite des esclaves. Ils écrivent dans le compte-rendu : « l’humanité exige un terme à l’esclavage des Africains. Mais l’interdiction de la traite en France ne produira pas ce résultat. Les étrangers la continueront. ». En effet, les armateurs et les commerçants gagnaient beaucoup de bénéfices du transport et de la vente du bois d’ébène.
Denis-François est élu président du conseil de la ville le 16 décembre 1789, pour 15 jours. Ainsi, par exemple, Le jeudi 24 décembre 1789, il signe une lettre pour contrer un écrit qui accuse la ville de Saint Malo d’être celle de la Province où l’aristocratie a le plus d’influence. Il prend la défense de l'évêque du diocèse : Gabriel Cortois de Pressigny. Il est de nouveau élu officier municipal en assemblée primaire le 17 novembre 1790. À cette époque, la municipalité élabore un projet de règlement de police, avec inspiration des écrits philosophiques, avec des phrases inspirées du contrat social de Jean-Jacques Rousseau.
Peu de temps après, le conseil municipal exige que ses ministres soient soumis, en matière religieuse, à la volonté générale, exprimée par les décrets de l’Assemblée nationale. Il s'agit alors d'assurer la suprématie de la volonté générale sur le pouvoir religieux, et de réaliser l’idéal de la religion civile telle que l’a théorisée Jean-Jacques Rousseau. C'est ainsi que l'assemblée communale, dont fait partie Denis-François, accueille positivement les décrets qui dépouillent le clergé de ses biens. Lorsque les décrets de l’Assemblée nationale relatifs à la constitution civile du clergé arrivent à Saint Malo, le 14 octobre 1790, l’assemblée communale les fait connaitre au chapitre, à l’évêque et aux curés et s’efforce d’obtenir leur adhésion.
Denis-François est nommé commissaire de la municipalité pour l’installation du tribunal du district, le 15 janvier 1791. Le président et le procureur-syndic du directoire du district de Saint-Malo remettent à l’assemblée communale le décret du 27 novembre 1790 « concernant le serment à prêter par MM les ecclésiastiques fonctionnaires publics de cette ville ». L’assemblée communale adapte le texte et élabore des mesures plus libérales en déclarant que « si les ecclésiastiques qui prêteront le serment méritent une protection particulière, les ecclésiastiques qui ne le prêteront pas doivent, tant qu’ils ne troubleront pas l’ordre public, être comme citoyens sous la sauvegarde de la loi. », il est ainsi interdit « d’insulter, de mal faire, et mal dire aux ecclésiastiques qui se refuseront à prêter le serment ».
Denis-François a assisté à des réceptions, des cérémonies. Par exemple, en mai 1791, l'assemblée communale organise des séances d’assemblée électorale pour élire les curés qui remplaceront ceux qui n’ont pas prêté serment. Denis-François se rend avec le maire et les officiers municipaux à l’église Saint Benoist, lieu de l’élection. Il signe le registre du compte rendu de cette journée. Cependant, il semble qu'il n’a pas pris part directement à l’organisation ou au fonctionnement du nouveau culte. Le 25 avril 1791, il signe un procès verbal sévère dirigé contre les nobles, auxquels l’assemblée décide de refuser à l’avenir des passeports pour sortir du royaume en écrivant que « l’émigration successive de beaucoup d’ex-privilégiés, pourrait être l’effet d’une coalition méditée pour épuiser graduellement l’Etat par la disparition du numéraire ».
Le 21 juin 1791, Denis-François est présent à l’hôtel commun avec les officiers municipaux et reçoit communication de l’enlèvement du roi et de la famille royale à la suite de la réception du décret de l’assemblée nationale du 21 juin 1791. À ce moment, Denis-François est présent à toutes les manifestations du nouveau culte constitutionnel. De plus son opinion semble en accord avec celle de la majorité de l’assemblée communale. Ainsi le 31 décembre 1791 quand l’assemblée doit constituer un bureau sous la présidence du maire pour expédier les affaires courantes, il est désigné avec deux autres de ses collègues pour remplir cette fonction. Il préside, en l’absence du maire, l’assemblée de la municipalité.
Cependant, le 6 décembre 1792, il donne sa démission et renonce aux affaires publiques. Son rôle politique peut se résumer à celui d'un libéral, partisan du schisme constitutionnel et de la constitution civile du clergé, féru des idées philosophiques

### Rénovation de la formation du clergé
Les deux frères Robert de la Mennais, Jean-Marie et Félicité, ont été prêtres et ont travaillé sur des questions sociales durant tout le XIXe siècle.
Jean-Marie, qui œuvre pour former et rénover le clergé dans les années 1820, prêtre connu comme cofondateur avec Gabriel Deshayes de la congrégation des Frères de l'instruction chrétienne de Ploërmel puis de celle des Filles de la Providence de Saint-Brieuc.
Félicité, parfois orthographié Lamennais, est un théologien, écrivain, philosophe et homme politique français, supérieur général de la Congrégation de Saint-Pierre dont faisait partie l'école de la Chénaie aussi qualifiée d'école menaisienne.

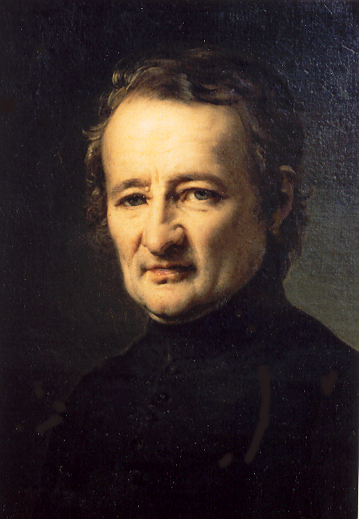
Jean-Marie de la Mennais
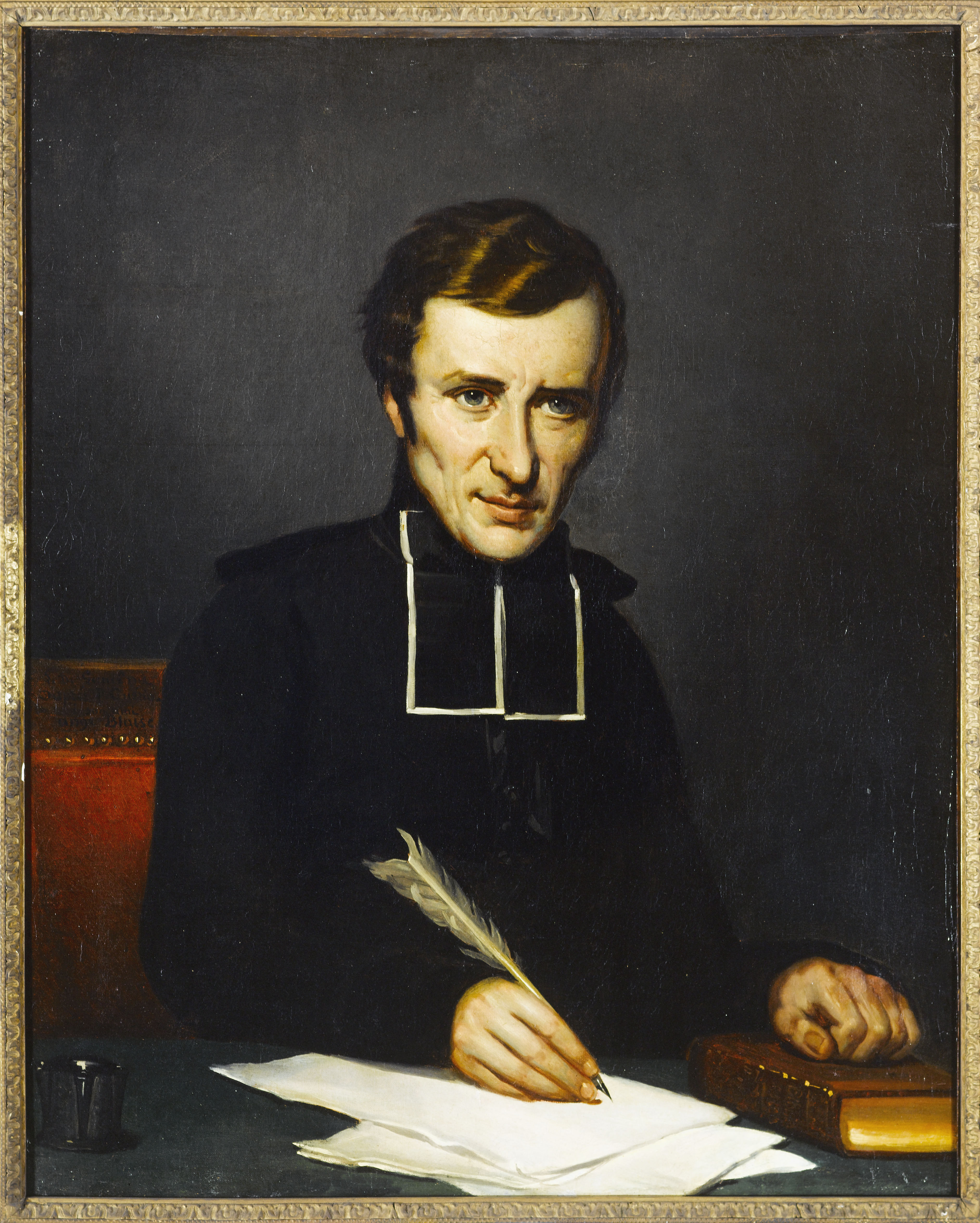
Félicité de la Mennais

## Demeures
- manoir de la Chénaie (commune de Plesder) acquise en 1781 par Pierre Lorin (1719-1799) et transmise par le mariage de sa fille Gratienne Lorin avec Louis-François Robert (1717-1804) en 1775[9].
- manoir des Saudrais (commune de Mordelles)[10].
- métairie de la Mennais, associée au nom de famille "Robert" (commune de Pleslin-Trigavou)[2].
- l'hôtel La Mennais à Saint-Malo (3 rue Saint-Vincent)[1].
- la terre des Corbières proche de Dinan, sur la Rance[CM 3].

## Armoiries
| Blason | Blasonnement : Un écu de sinople à un chevron d’or, accompagné au chef de deux épis de blé de même, et en pointe une ancre d’argent : le dit écu timbré d’un casque de profil orné de ses lambrequins d’or, de sinople et d’argent. Alias : l'ancre d'or. Commentaires : Le règlement d’armoiries fait par Antoine-Marie d’Hozier de Serigny, chevalier, juge d’armes de la noblesse de France |

### Autres références
1. 1 2 3  Xavier de Bellevüe 1909, p. 240.
2. 1 2  « Pleslin-Trigavou (La Mennais) » (photo aérienne), sur Entre ciel terre mer, 13 juillet 2013
3. ↑  Jean-Pierre Montocchio.
4. ↑  Alain Roman 2001, p. 155 ; 277.
5. ↑  Louis Skipwith 2021.
6. ↑  Charles Cunat 1857, p. 331-337 : Étienne Bourdas et François Bréville.
7. ↑  Yvon Deniaud, Jean-Marie de La Mennais - Fondateur des Frères de l'Instruction Chrétienne de Ploërmel et des Filles de la Providence de Saint-Brieuc, Bruyères-le-Châtel, Nouvelle Cité, coll. « Prier 15 jours », 2006, 125 p. (ISBN 2-85313-497-0, BNF 40201943)
8. ↑  André Dargis, La Congrégation de Saint-Pierre (thèse de doctorat en théologie), Louvain, Université catholique de Louvain, 1971, 651 p. (présentation en ligne)
9. ↑  Claude Quillivic, « Château, la Chesnaye (Chênaie) (Plesder) » (Dossier IA35042379), sur Inventaire du patrimoine culturel en Bretagne, 2006
10. ↑  Ducouret, Julien Huon, Lynda Hamrani et Anaïs Tissier, « Manoir de la Saudrais (Mordelles) » (Dossier IA00007856), sur Inventaire du patrimoine culturel de Bretagne, 1986
11. ↑  M. le vicomte de Magny, La science du blason : accompagnée d'un armorial général des familles nobles de l'Europe, Paris, A. Aubry, 1858 (BNF 30859140, lire en ligne), p. 238